# Брыштен
Брыштен (болг. Бръщен) — село в Болгарии. Находится в Смолянской области, в историко-географическом регионе Чеч, входит в общину Доспат. Население составляет 886 человек.

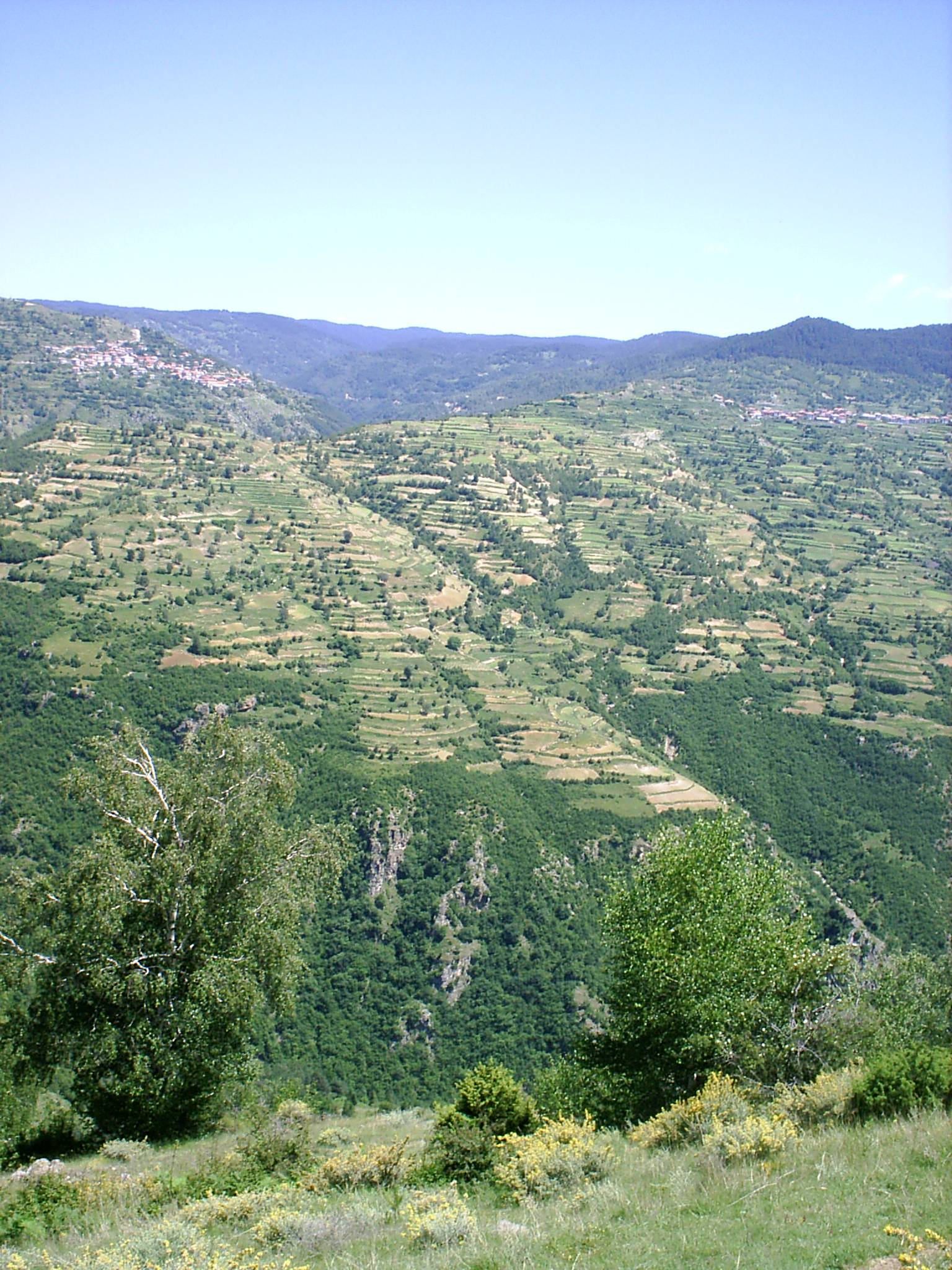

## Политическая ситуация
В местном кметстве Брыштен, в состав которого входит Брыштен, должность кмета (старосты) исполняет Кемил Ахмедов Кочаков (либеральная инициатива «За демократическое европейское развитие» (ЛИДЕР)) по результатам выборов правления кметства в 2007 году.
Кмет (мэр) общины Доспат — Антим Даринов Пыржанов Движение за права и свободы (ДПС)) по результатам выборов 2007 года в правление общины.

## Примечания

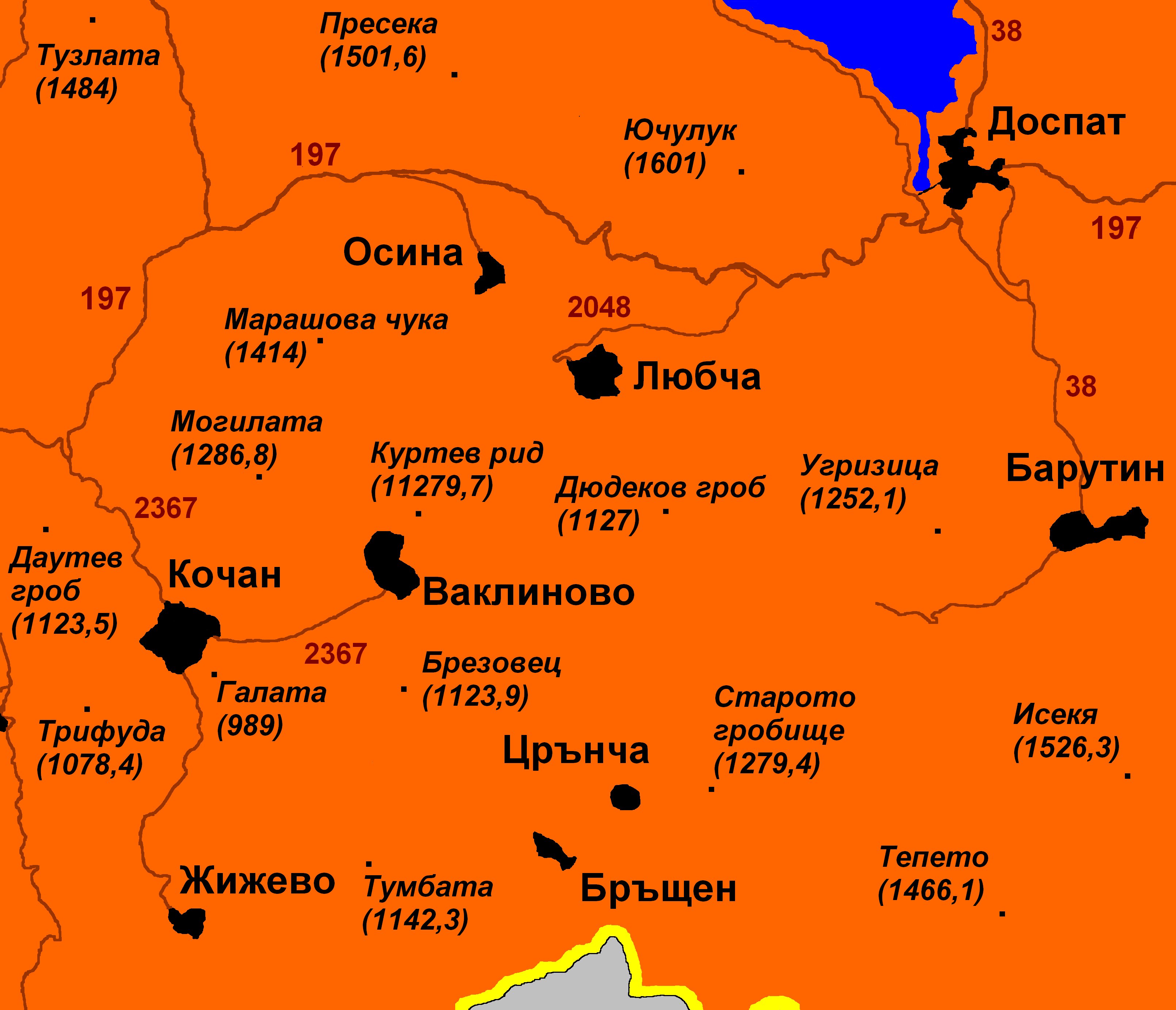
Окрестности села